# كريس شاندلير
كريس شاندلير (بالإنجليزية: Chris Chandler) هو لاعب كرة قدم أمريكية أمريكي، ولد في 12 أكتوبر 1965 في إيفرت في الولايات المتحدة.

## وصلات خارجية
- كريس شاندلير على موقع مرجع كرة القدم المحترفة.كوم (الإنجليزية)